# Sanjuansaurus
Sanjuansaurus là một chi khủng long, được Alcober & R. N. Martinez mô tả khoa học năm 2010.